# Anomalophylla mandhatensis
Anomalophylla mandhatensis är en skalbaggsart som beskrevs av Ahrens 2004. Anomalophylla mandhatensis ingår i släktet Anomalophylla och familjen Melolonthidae. Inga underarter finns listade i Catalogue of Life.